# トップス (玩具メーカー)
株式会社トップスは、東京都中央区にある企業。

## 概要
2002年9月6日設立。コンテンツビジネスグッズ、自社ブランド商品の企画、設計、輸入、卸売、フィギュア原型製作を手がける。
「VERTEX（ヴェルテクス）」ブランドを展開し、美少女キャラクターフィギュアの「すーぱーそに子」や、オリジナルフィギュアシリーズとして「エルフ村」、「タイトなおしごと」などをラインナップする。2018年にはホラーゲームシリーズの『SIREN』15周年を記念して、PlayStationのマスコットである井上トロを「屍人」と化した姿でフィギュア化した。
所属する原型師として、HiROOM!（ハイルーム）がいる。

## 関連企業

### 子会社
- 株式会社ヴェルテクス：東京都千代田区岩本町1丁目8番15号
  - 法人番号：7010001130846。
- 株式会社TLT（ティーエルティー）
- 株式会社T.E.S.T（テスト）：東京都千代田区岩本町1丁目8番15号
  - 「Tokyo East Side Toys」の略。法人番号：9010001212196。

### 関連会社
- 株式会社未来工場：東京都千代田区岩本町1丁目8番15号
  - 法人番号：7010001176534。
- 藤輝貿易有限公司：中華人民共和国